# Église Saint-Paul de Saint-Paul-de-Tartas
Pour les articles homonymes, voir Église Saint-Paul.
L'église Saint-Paul est une église catholique située à Saint-Paul-de-Tartas, en France.

## Localisation
L'église est située dans le département français de la Haute-Loire, sur la commune de Saint-Paul-de-Tartas.

## Historique
L'édifice est classé au titre des monuments historiques en 1910.